# Sunisa Lee
Sunisa "Suni" Lee (/suːˈniːsə ˈsuːni/; nhũ danh Phabsomphou; sinh ngày 9 tháng 3 năm 2003) là một vận động viên thể dục nghệ thuật người Mỹ. Cô là người giành huy chương vàng nội dung toàn năng và huy chương đồng nội dung xà lệch tại Thế vận hội Mùa hè 2020. Tại Thế vận hội Mùa hè 2024, cô giành huy chương đồng nội dung toàn năng và xà lệch. Cô cũng đoạt huy chương bạc nội dung thể dục tự do và huy chương đồng nội dung xà lệch tại Giải vô địch thế giới 2019. Lee là một thành viên của "Golden Girls", đội giành huy chương vàng đồng đội tại Thế vận hội Mùa hè 2024, và là vận động viên trong đội giành huy chương vàng tại Giải vô địch thế giới 2019 và huy chương bạc tại Thế vận hội Mùa hè 2020.
Lee là vận động viên Olympic người Mỹ gốc Hmông đầu tiên. Cô cũng được cho là người phụ nữ gốc Hmông đầu tiên và là người phụ nữ Mỹ gốc Á đầu tiên giành chiến thắng Thế vận hội ở nội dung toàn năng. Cô là thành viên của đội tuyển thể dục dụng cụ quốc gia Hoa Kỳ sáu lần. Với chín huy chương Olympic và chức vô địch thế giới, cô là vận động viên thể dục dụng cụ người Mỹ có nhiều thành tích thứ bảy.
Lee đã nhận được nhiều danh hiệu và giải thưởng. Năm 2021, cô được Sports Illustrated vinh danh là Nữ vận động viên của năm (Female Athlete of the Year), được Women's Sports Foundation vinh danh là Nữ vận động viên của năm (Sportswoman of the Year) và được đưa vào Time 100, danh sách của Time liệt kê 100 người có tầm ảnh hưởng lớn tới thế giới. Cô cũng đã nhận một giải Asia Game Changer Award.

## Lịch sử thi đấu
| Năm          | Sự kiện                     | Đồng đội | Toàn năng | Nhảy chống | Xà lệch | Cầu thăng bằng | Thể dục tự do |
| HOPES        | HOPES                       | HOPES    | HOPES     | HOPES      | HOPES   | HOPES          | HOPES         |
| ------------ | --------------------------- | -------- | --------- | ---------- | ------- | -------------- | ------------- |
| 2015         | Hopes Championships         |          | 1         | 6          | 2       | 2              |               |
| Junior elite |                             |          |           |            |         |                |               |
| 2016         | U.S. Classic                |          | 16        | 34         | 22      | 15             | 6             |
| 2016         | U.S. National Championships |          | 10        | 23         | 10      | 20             | 5             |
| 2017         | International Gymnix        | 1        |           |            | 2       |                |               |
| 2017         | U.S. Classic                |          |           |            | 10      | 4              |               |
| 2017         | U.S. National Championships |          | 8         | 17         | 6       | 11             | 5             |
| 2018         | Pacific Rim Championships   | 1        |           | 2          |         | 2              | 2             |
| 2018         | U.S. Classic                |          | 5         | 24         | 3       | 1              | 25            |
| 2018         | U.S. National Championships |          | 3         | 6          | 1       | 2              | 5             |
| Senior elite |                             |          |           |            |         |                |               |
| 2019         | City of Jesolo Trophy       | 1        | 1         |            | 1       | 3              | 1             |
| 2019         | American Classic            |          |           |            | 5       | 2              |               |
| 2019         | U.S. Classic                |          |           |            | 2       | 8              |               |
| 2019         | U.S. National Championships |          | 2         |            | 1       | 4              | 3             |
| 2019         | Worlds Team Selection Camp  |          | 2         | 6          | 1       | 2              | 2             |
| 2019         | Giải vô địch thế giới       | 1        | 8         |            | 3       |                | 2             |
| 2021         | Winter Cup                  |          |           |            | 1       | 3              |               |
| 2021         | American Classic            |          |           |            | 1       | 1              | 5             |
| 2021         | U.S. Classic                |          |           |            | 10      | 8              |               |
| 2021         | U.S. National Championships |          | 2         |            | 1       | 2              | 5             |
| 2021         | Olympic Trials              |          | 2         |            | 1       | 1              | 9             |
| 2021         | Thế vận hội                 | 2        | 1         |            | 3       | 5              |               |
| NCAA         |                             |          |           |            |         |                |               |
| 2022         | SEC Championships           | 3        | 9         | 8          | 1       | 42             | 2             |
| 2022         | NCAA Championship           | 4        | 2         | 29         | 9       | 1              | 4             |
| Senior elite |                             |          |           |            |         |                |               |
| 2023         | U.S. Classic                |          |           |            |         | 2              |               |
| 2023         | U.S. National Championships |          |           |            |         | 3              |               |
| 2024         | Winter Cup                  |          |           |            | 26      | 13             |               |
| 2024         | American Classic            |          |           | 11         |         | 1              |               |
| 2024         | U.S. Classic                |          |           |            |         | 1              | 17            |
| 2024         | U.S. National Championships |          | 4         |            | 4       | 2              | 10            |
| 2024         | Olympic Trials              |          | 2         |            | 1       | 5              | 7             |
| 2024         | Thế vận hội                 | 1        | 3         |            | 3       | 6              |               |